# Luciano Arriagada
Luciano Daniel Arriagada García (Lota, nascido em 20 de abril de 2002) ou simplesmente Arriagada é um futebolista profissional chileno que atua como atacante. Atualmente, defende o Huachipato, do Chile.

## Carreira

### Clubes
Formado nas categorias de base do Colo-Colo, Arriagada estreou profissionalmente em 2020. No início de 2023, foi contratado pelo Club Athletico Paranaense, do Brasil, com contrato até o fim da temporada de 2025.
Em 2024, retornou ao Chile para defender o Audax Italiano, por empréstimo de um ano com opção de compra.
Em 2025, retornou ao Athletico, mas teve seu contrato rescindido em junho, posteriormente assinou com o Huachipato.

### Seleção nacional
Arriagada representou o Chile nas categorias de base, começando pela seleção sub-15 no Campeonato Sul-Americano Sub-15 de 2017. Em 2020, participou do Torneio Internacional Granja Comary com a seleção sub-20, disputado em Teresópolis, Brasil, marcando um gol na vitória contra a Bolívia.
Em 2021, foi convocado pela primeira vez para a seleção principal do Chile e integrou o elenco da Copa América de 2021, fazendo sua estreia em 21 de junho, contra o Uruguai.
Em 2024, integrou a seleção chilena sub-23 no Torneio Pré-Olímpico Sul-Americano.

## Títulos
Colo-Colo
- Copa Chile: 2021[8]
- Campeonato Chileno: 2022[8]
- Supercopa do Chile: 2022[8]

Athletico Paranaense
- Campeonato Paranaense: 2023[8]